# Кая, Гёзде
Гёзде́ Кая́ (тур. Gözde Kaya; род. 13 августа 1988, Анталья) — турецкая актриса

 театра, кино и телевидения.

## Ранние годы
Гёзде Кая родилась 7 ноября 1988 года в Антальи (Турция) в семье архитектора и учительницы изобразительного искусства Нагихан Акьюз. У неё есть старшая сестра — Гёкче Кая Хаджерьян, театральная актриса. Кая окончила факультет объединённых искусств Технического университета Йылдыз и факультет музыкального театра Стамбульского университета, а также обучалась актёрскому мастерству в Башкентской академии.

## Карьера
В 2011 году Кая исполнила роль лунной девушки в спектакле «Мюзикл лунной ночи» в Стамбульском государственном театре. В том же году она сыграла роль Ипек в телесериале «Моё сердце выбрало тебя». С 2017 по 2018 год Кая играла роль Хатидже-султан в телесериале «Права на престол: Абдулхамид» и была номинирована на Молодёжную премию Турции в категории «Лучшая актриса второго плана на телевидении» за эту работу. Также появилась в таких телесериалах как «Пропасть» (2012), «У меня всё ещё есть надежда» (2013—2014), «Начать всё сначала» (2014), «Запах клубники» (2015), «Воссоединение» (2019—2020), «Рамо» (2020—2021) и «Красивее, чем ты» (2022). Снимается в рекламе. 

## Фильмография
| Год       |   | Русское название             | Оригинальное название | Роль             |
| --------- | - | ---------------------------- | --------------------- | ---------------- |
| 2011      | с | Моё сердце выбрало тебя      | Kalbim Seni Seçti     | Ипек             |
| 2012      | с | Пропасть                     | Uçurum                | Маша             |
| 2013—2014 | с | У меня всё ещё есть надежда  | Benim Hala Umudum Var |                  |
| 2014      | с | Начать всё сначала           | Sil Baştan            | Майя             |
| 2014      | с | Те, кто в тени               | Gölgedekiler          |                  |
| 2015      | с | По прозвищу «Джавидан»       | Rumuz Cavidan         | Етер             |
| 2015      | с | Запах клубники               | Çilek Kokusu          | Чагла            |
| 2017—2018 | с | Права на престол: Абдулхамид | Payitaht Abdülhamid   | Хатидже-султан   |
| 2018      | ф | Обиженные кузены             | Dargın Kuzenler       |                  |
| 2019—2020 | с | Воссоединение                | Vuslat                | Султан Коркмазер |
| 2020—2021 | с | Рамо                         | Ramo                  | Надя Кандинская  |
| 2022      | с | Красивее, чем ты             | Senden Daha Güzel     | Гюльден Авджи    |
| 2022      | ф | Вечная подружка невесты      | Sonsuza Dek Nedime    | Мелис            |
| 2022      | с | Современная женщина          | Modern Kadın          |                  |
| 2023      | ф | 10 дней хорошего человека    | İyi Adamın 10 Günü    |                  |
|           | ф | Министр                      | Başkan                | Фикрие           |